# Gräshoppslärka
Gräshoppslärka (Plocealauda affinis) är en fågel i familjen lärkor inom ordningen tättingar. Den förekommer i buskmarker och fält i östra och södra Indien samt Sri Lanka. Tidigare behandlades den som en underart till bengallärkan. IUCN kategoriserar den som livskraftig.

## Utseende och läten

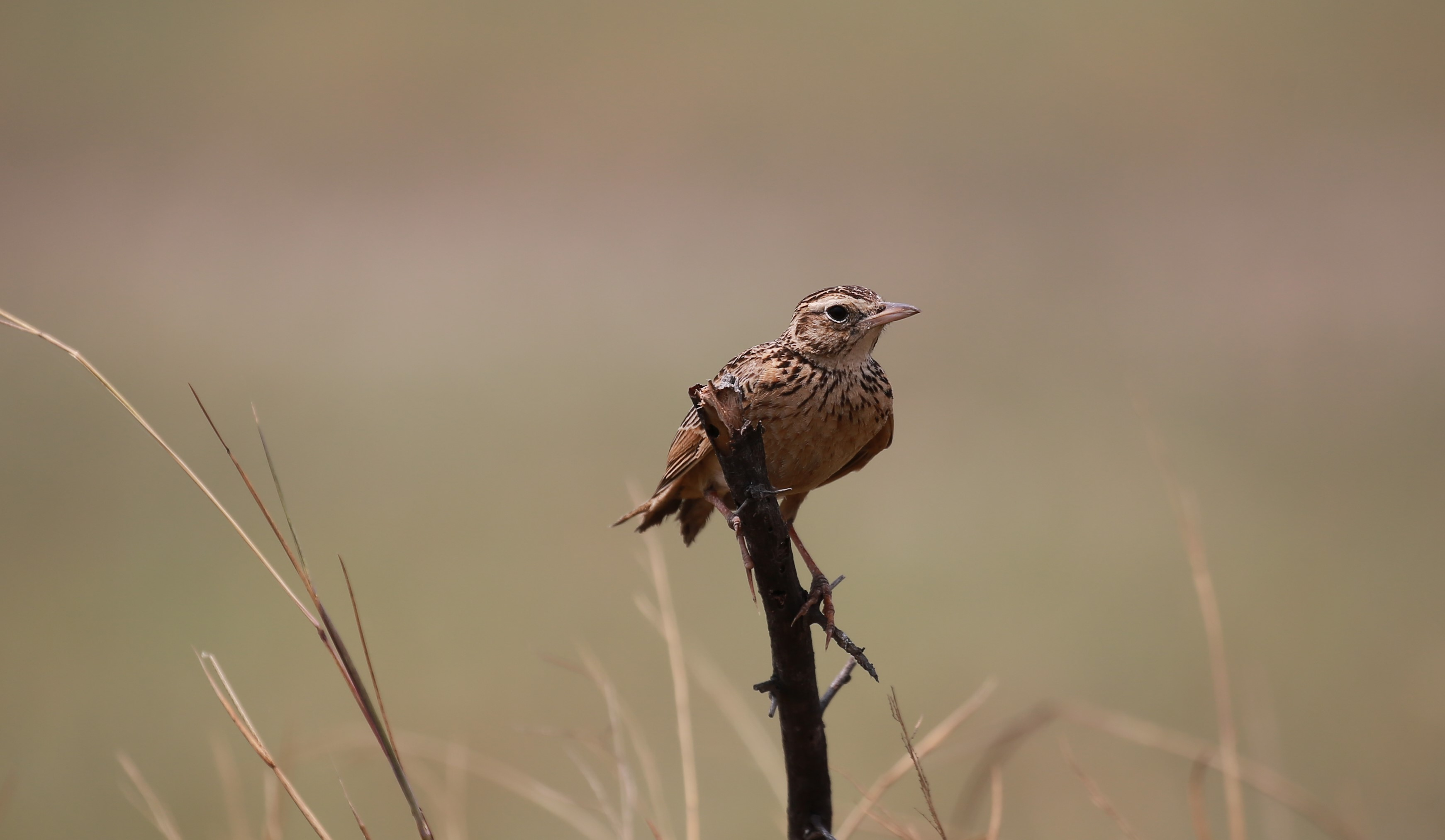

Gräshoppslärkan är en 13,5–15  cm lång och rätt knubbig lärka med kraftig näbb, kort stjärt, korta vingar och rätt långa ben. Den har rostfärgat inslag i vingen, rostbeigefärgade yttre stjärtpennor, tydligt mörkfläckat bröst. Den har även mörka fläckar på örontäckarna och kring strupsidan och undersidan har en ljust rostbeige anstrykning. Jämfört med nära besläktade bengallärkan är den senare grå och undersidan mer rostfärgad. Sången består av en torrt, metalliskt skallrande som levereras från sittplats eller i en kort sångflykt, helt olikt bengallärkans utdragna sångflykt med en upprepade serie tunna, ljusa och tvåstaviga toner.

## Utbredning och systematik
Fågeln förekommer i östra och södra Indien samt Sri Lanka. Den behandlas som monotypisk, det vill säga att den inte delas in i några underarter. Tidigare behandlades gräshoppslärkan tillsammans med indokinesisk lärka och burmalärkan som underarter till bengallärkan. Dessa skiljer sig dock kraftigt åt genetiskt, men även i levnadsmiljö och läten. Bengallärkan hybridiserar troligen med gräshoppslärkan i ett litet område i nordöstra Indien.

### Släktskap och släktestillhörighet
Gräshoppslärka lärka placerades tidigare i släktet Mirafra, men genetiska studier från 2023 visar att det kan delas upp i fyra klader som är förhållandevis gamla, äldre än flera andra släkten i familjen. Författarna rekommenderar därför att Mirafra delas upp i flera släkten, där bengallärka med släktingar lyfts ut till nybeskrivna Plocealauda. Indokinesisk lärka är systerart till en klad där arterna bengallärka, indisk lärka och gräshoppslärka ingår. Gräshoppslärka är systerart till artparet indisk lärka och bengallärka.

## Levnadssätt
Gräshoppslärka hittas i olika öppna miljöer som buskmarker och gräsfält kantade av buskar och träd. Födan är dåligt känd, men den har setts inta både frön och ryggradslösa djur. Fågeln häckar mellan december och maj i Indien, huvudsakligen från mars och framåt, i Sri Lanka mars–augusti/september.

## Status och hot
Arten har ett stort utbredningsområde och en stor population med stabil utveckling och tros inte vara utsatt för något substantiellt hot. Utifrån dessa kriterier kategoriserar internationella naturvårdsunionen IUCN arten som livskraftig (LC). Världspopulationen har inte uppskattats men den tros vara stor eftersom den beskrivs som lokalt vanlig.

## Namn
Arten kallades tidigare jerdonlärka, efter Thomas C. Jerdon (1811–1872), brittisk läkare, botaniker och zoolog som beskrev ett större antal arter i Indien. Namnet justerades 2023 till ett mer informativt namn av BirdLife Sveriges taxonomikommitté.